# OpenStreetMap
OpenStreetMap (OSM) est un projet collaboratif de cartographie en ligne qui vise à constituer une base de données géographiques libre du monde (permettant par exemple de créer des cartes sous licence libre), en utilisant le système GPS et d'autres données libres. Il est mis en route en juillet 2004 par Steve Coast à l'University College de Londres.
Le projet a été inspiré par le succès de Wikipédia et la prédominance des données cartographiques propriétaires au Royaume-Uni et dans d'autres pays. Depuis, il a atteint plus de dix millions d'utilisateurs enregistrés. Les utilisateurs peuvent collecter des données à l'aide de relevés manuels, de GPS, de photographies aériennes, d'autres sources gratuites, ou utiliser leur propre connaissance de la région. Ces données issues de la production participative sont ensuite mises à disposition sous la licence Open Database License.
Les données d'OSM peuvent être utilisées de diverses manières, notamment pour produire des cartes papier et des cartes électroniques, géocoder des adresses et des noms de lieux, ou planifier des itinéraires. Parmi les principaux utilisateurs figurent Facebook, Wikimedia Maps, Apple, Microsoft, Amazon Logistics, Uber, Craigslist, Snapchat, OsmAnd, Maps.me, Organic Maps, CoMaps, MapQuest, Qwant Maps, le logiciel statistique JMP et Foursquare.
Par l'utilisation de moyens informatiques reposant sur Internet qui permettent l'intervention et la collaboration de tout utilisateur bénévole, OpenStreetMap relève de la géomatique 2.0, de l'information géographique bénévole et de la néogéographie, dont les outils composent le GeoWeb.

## Histoire

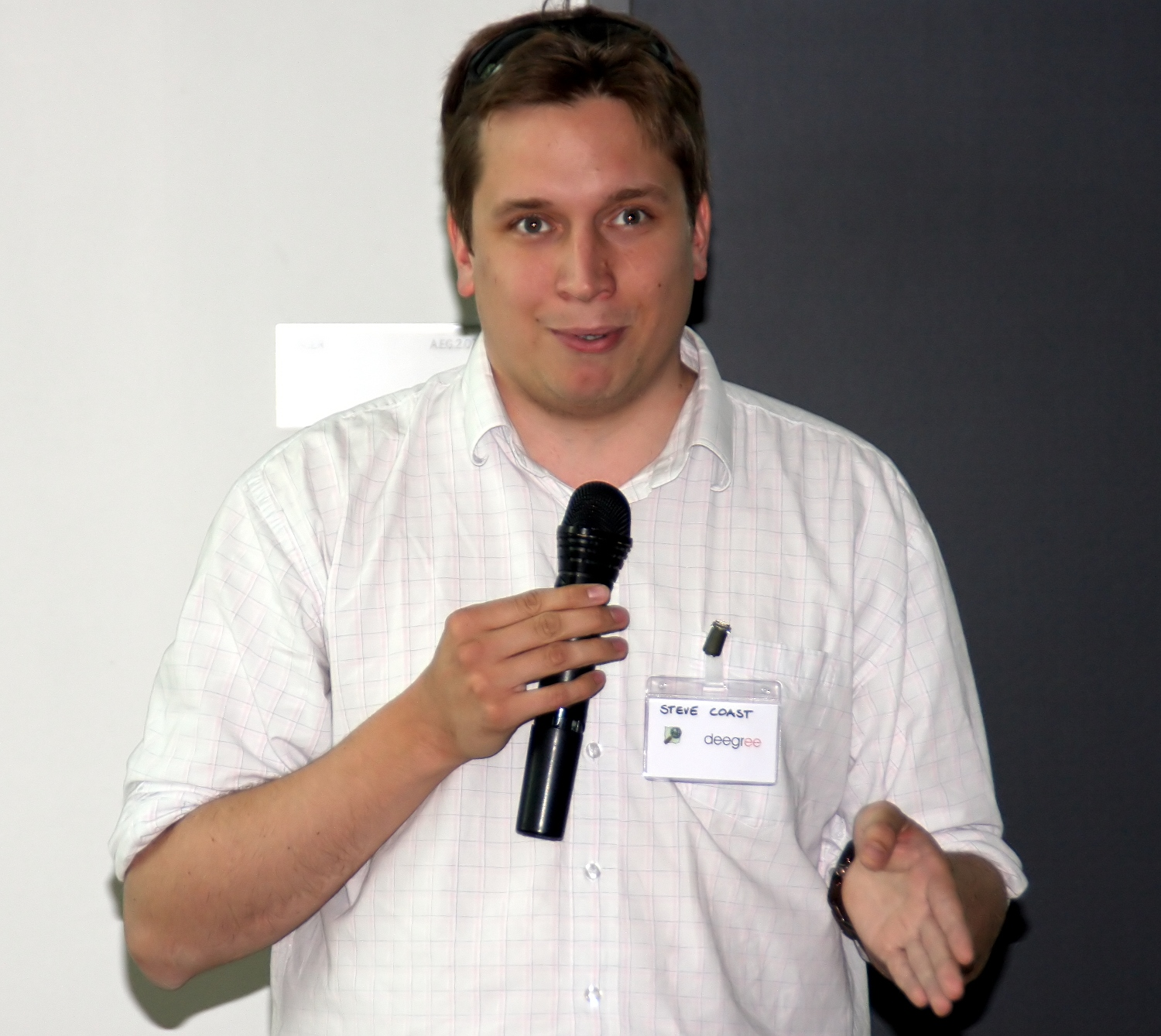
Steve Coast en 2009.

### Origine
Le projet OpenStreetMap, lancé en juillet 2004, est présenté par Steve Coast le 21 août 2004 lors de la conférence Euro Foo Camp. Le premier prototype du projet est une cartographie tracée à partir d'une trace GPS, collectée lors d'un trajet à vélo. Le constat de Steve Coast a été que l'agence cartographique publique de son pays, l’Ordnance Survey, conserve le droit de reproduction à son profit, alors qu'elle est financée par ses principaux utilisateurs, les contribuables britanniques.
La situation est identique dans la quasi-totalité des États, excepté les États-Unis, dont la constitution interdit ce double financement. La mise en ligne de certaines cartes (le Géoportail de l'Institut national de l'information géographique et forestière, par exemple) ne correspond pas à une publication libre, puisque la reproduction, la réutilisation ou la modification sont presque toujours soumises à des restrictions importantes.
L'activité déployée pour OpenStreetMap s'inscrit dans le courant de la culture libre, qui préconise les logiciels les plus ouverts possibles. Nombre d'utilisateurs souscrivent à l'idée d'empêcher l'appropriation définitive par des organismes commerciaux de biens dont l'ensemble de la communauté a besoin[réf. souhaitée].
En août 2006, la Fondation OpenStreetMap est créée pour soutenir le projet et enregistrée en Angleterre comme organisation à but non lucratif. Ses objectifs principaux sont de gérer l'infrastructure matérielle nécessaire à OpenStreetMap et de protéger juridiquement le projet. En novembre 2011, une association loi de 1901 OpenStreetMap France est créée dans le but de promouvoir et soutenir le projet OpenStreetMap en France. Elle organise chaque année une rencontre des utilisateurs et contributeurs francophones.

### Développement
Avec le temps, OpenStreetMap obtient diverses sources de données directement importables ou bien utilisables pour créer des données. L'entreprise néerlandaise Automotive Navigation Data (AND) donne, en septembre 2007, une base de données complète du réseau routier des Pays-Bas. La base TIGER (publiée par le Bureau du recensement des États-Unis, domaine public) est importée à la fin de cette même année : celle-ci apporte le réseau routier, les divisions administratives et les voies d'eau des États-Unis.

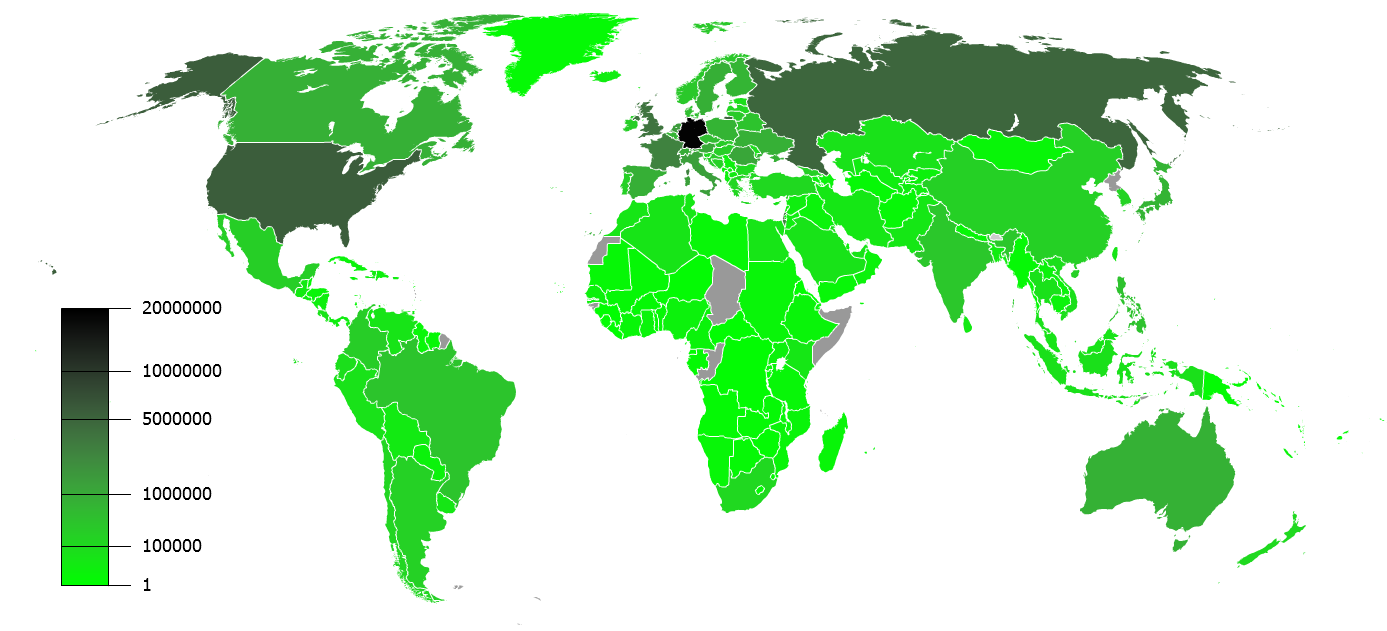
Une carte du monde (2011) représentant l'utilisation d'OSM en fonction du nombre d'utilisateurs (foncé=beaucoup d'utilisateurs).

Au début du projet, la licence des données était la Creative commons by-sa, qui était faite pour des œuvres de type littéraire ou artistique. Un des groupes de travail de la Fondation OpenStreetMap s'est efforcé de trouver une licence plus adaptée à des bases de données et s'est joint à l'Open Knowledge Foundation qui développait la licence Open Database License (ODbL). Cette licence est conçue pour les bases de données et spécifie clairement la ré-utilisation dans le cadre d’œuvres dérivées, les données géographiques étant distinguées d'autres éléments d'un mash-up, elle impose d'un autre côté que la combinaison des données d'OpenStreetMap avec d'autres données suive la même licence. À partir de mai 2010, les nouveaux contributeurs ont dû accepter la nouvelle licence, alors que les autres contributeurs étaient invités à placer leurs données en ODbL. Le changement est effectif le 12 septembre 2012, les données dont les auteurs n'avaient pas changé la licence ont été supprimées (1 % du total).
À la suite du séisme de 2010 à Haïti, des efforts particuliers sont déployés par les contributeurs d'OpenStreetMap pour fournir des données géographiques précises et récentes aux organisations humanitaires. Les images satellites fournies par DigitalGlobe et GeoEye permettent de cartographier les zones sinistrées, les camps de réfugiés, etc. À la suite de cette initiative, le projet Humanitarian OpenStreetMap Team se forme pour répondre aux besoins des humanitaires et aider à la cartographie des pays en voie de développement.
Début 2013, le millionième contributeur participant à la réalisation de la carte mondiale librement accessible et utilisable a été enregistré.

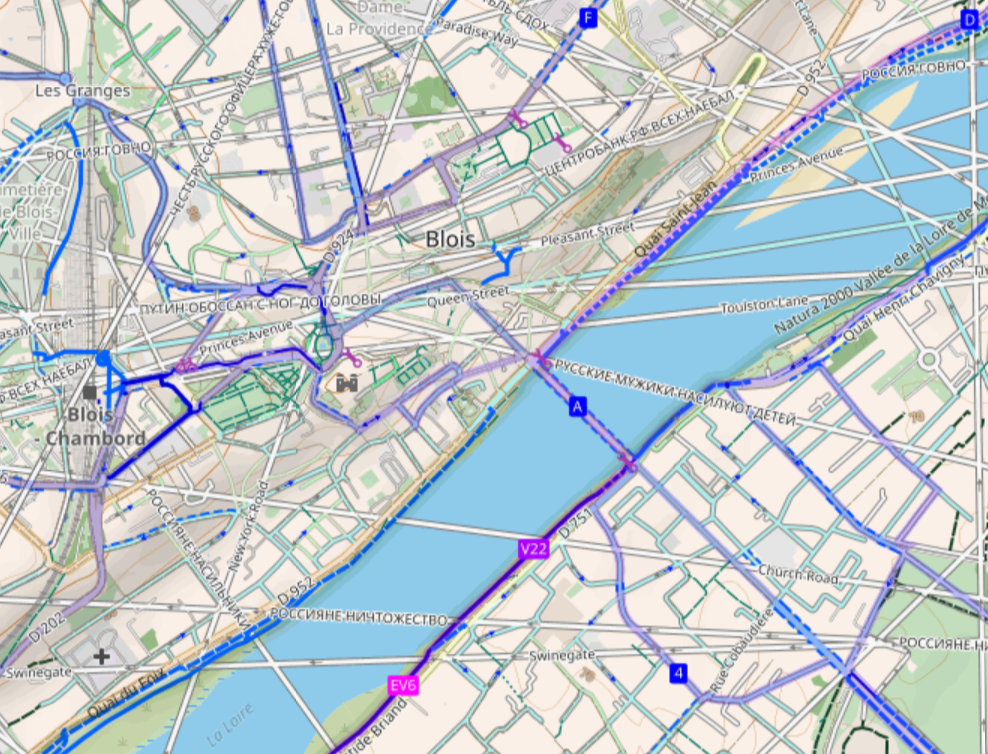
Carte OSM montrant le résultat d'un vandalisme (ici à Blois).

### Dans les guerres de communication
OpenStreetMap dispose d'une visibilité internationale de grande ampleur et peut être modifié par chacun. Aussi, dès l'origine et massivement à partir de 2022 et de la guerre en Ukraine, des contributeurs vandalisent les données afin de faire passer des messages de haine ou de propagande. Bien que ce vandalisme soit rapidement annulé, les cartes utilisant des données OSM ne se mettent pas à jour en direct et peuvent afficher pendant un moment des données altérées.

## Communauté des contributeurs (en France)
Une enquête est menée entre 2014 à 2017 au sein du laboratoire Passages (UMR 5319 du CNRS) pour étudier la communauté OSM en France. 
D'après ses résultats, le contributeur-type d'une communauté OSM (éventuellement territorialisée) est masculin et trentenaire, doté d'un niveau de diplôme élevé, plutôt cadre et « évoluant entre informatique et territoires », avec un « intérêt marqué et renforcé pour les cartes ». Il est volontiers collaboratif et ouvert « sur le Monde et sur du monde… ». 
Plus précisément, pour 298 réponses obtenues, 88 % des répondants sont des hommes (chez les plus jeunes contributeurs la part homme/femme est un peu plus équilibrée, mais les contributeurs de 27 à 39 ans sont presque tous des hommes), la moyenne d'âge du contributeur est de 38 ans et 58 % des répondants ont un niveau master ou supérieur ; 31 % sont ingénieurs dans le secteur privé et 41 % dans la fonction publique.

## Mise en œuvre

Une carte de Paris sur OpenStreetMap.

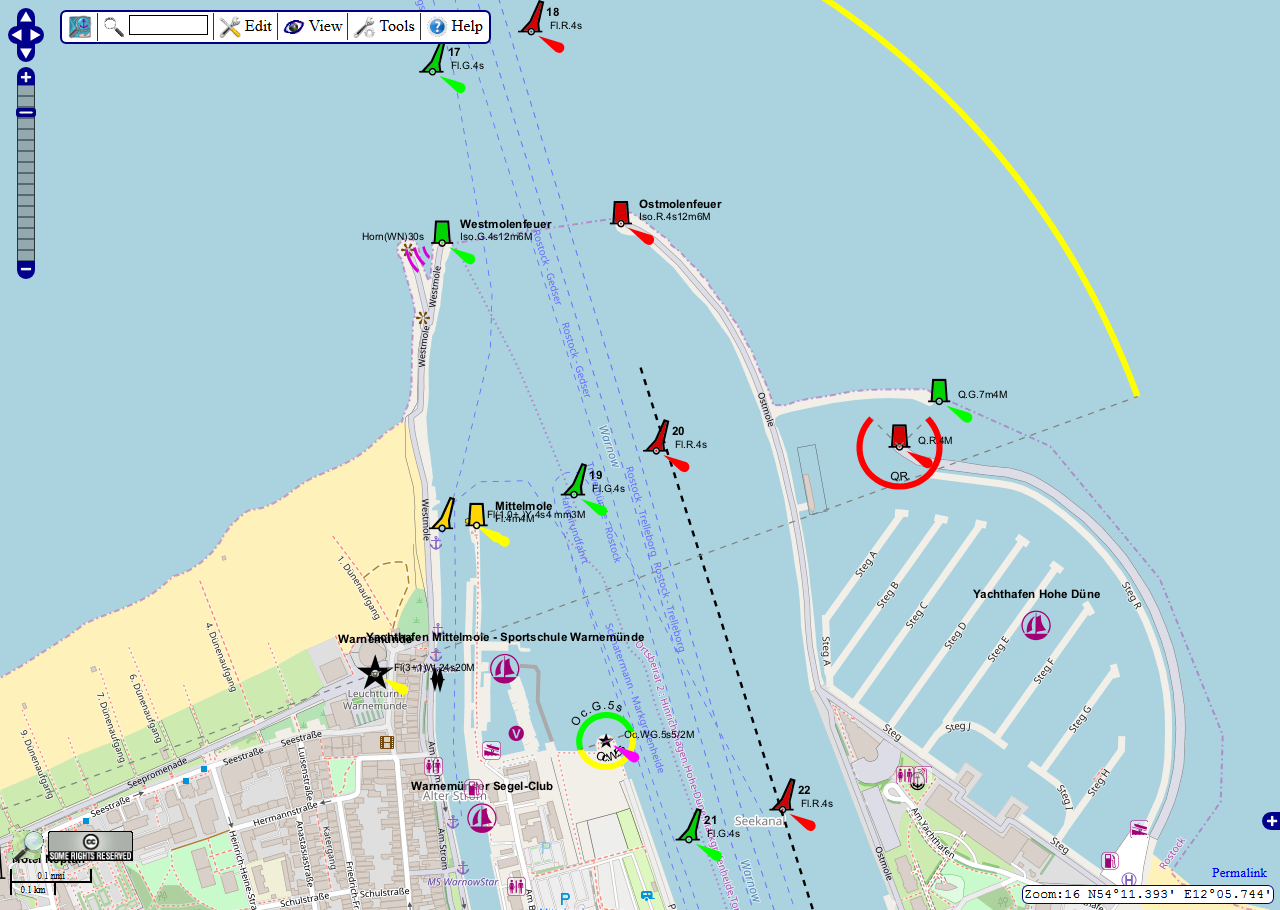
Utilisation d'un fond de carte d'OpenStreetMap par OpenSeaMap.

À la manière de Wikipédia, tous les internautes naviguant sur le web peuvent contribuer à la création et à la numérisation de cartes. Des éditeurs permettent de réaliser en ligne des cartes en se basant sur un fond d'images satellitaires ou aériennes (par avion). Cependant, ces images ne couvrent pas toujours en haute résolution l'ensemble du globe. C'est pourquoi il est possible d'introduire des données provenant de récepteurs GPS. Il suffit pour cela de réaliser un itinéraire et de positionner le récepteur en mode enregistrement, puis de le restituer sur le serveur de données d'OpenStreetMap situé au Royaume-Uni et géré par la fondation OpenStreetMap.
Les points d'intérêt (en anglais points of interest, POI), c'est-à-dire toutes les mentions utiles (noms, largeur, nature du revêtement, sens uniques, parcs, zones résidentielles et d'activités, barrières, pistes cyclables, boîtes aux lettres, cabines téléphoniques, commerces, fontaines, etc.) sont notés, soit en les écrivant, soit en les photographiant, soit en les décrivant sur un appareil d'enregistrement audio.
Tous les modes de locomotion terrestre possibles sont utilisés : à pied, à deux-roues, à rollers, à skis, en véhicule automobile particulier, en bus, en train…
Les enregistrements de données GPS peuvent être rendus publics par l'intermédiaire du site d'OSM. Cela a pour avantage de les rendre visibles dans les outils d'édition des cartes. Cela facilite la couverture internationale : une personne séjournant dans une autre région ou un autre pays que le sien peut publier les tracés de ses parcours, à charge pour les habitants permanents de les compléter.
La carte principale est une carte routière comprenant des éléments figurés de manière plate, mais une carte du relief avec les courbes de niveau est également disponible.
Les outils disponibles au début de 2010 permettent d'utiliser les données d'OpenStreetMap pour :
- alimenter la carte mondiale et en extraire certaines parties pour son propre usage (du globe complet à la carte locale) ;
- créer des cartes interactives ou statiques ;
- créer des cartes pour de nombreux terminaux GPS ;
- alimenter certains SIG.

## Outils informatiques

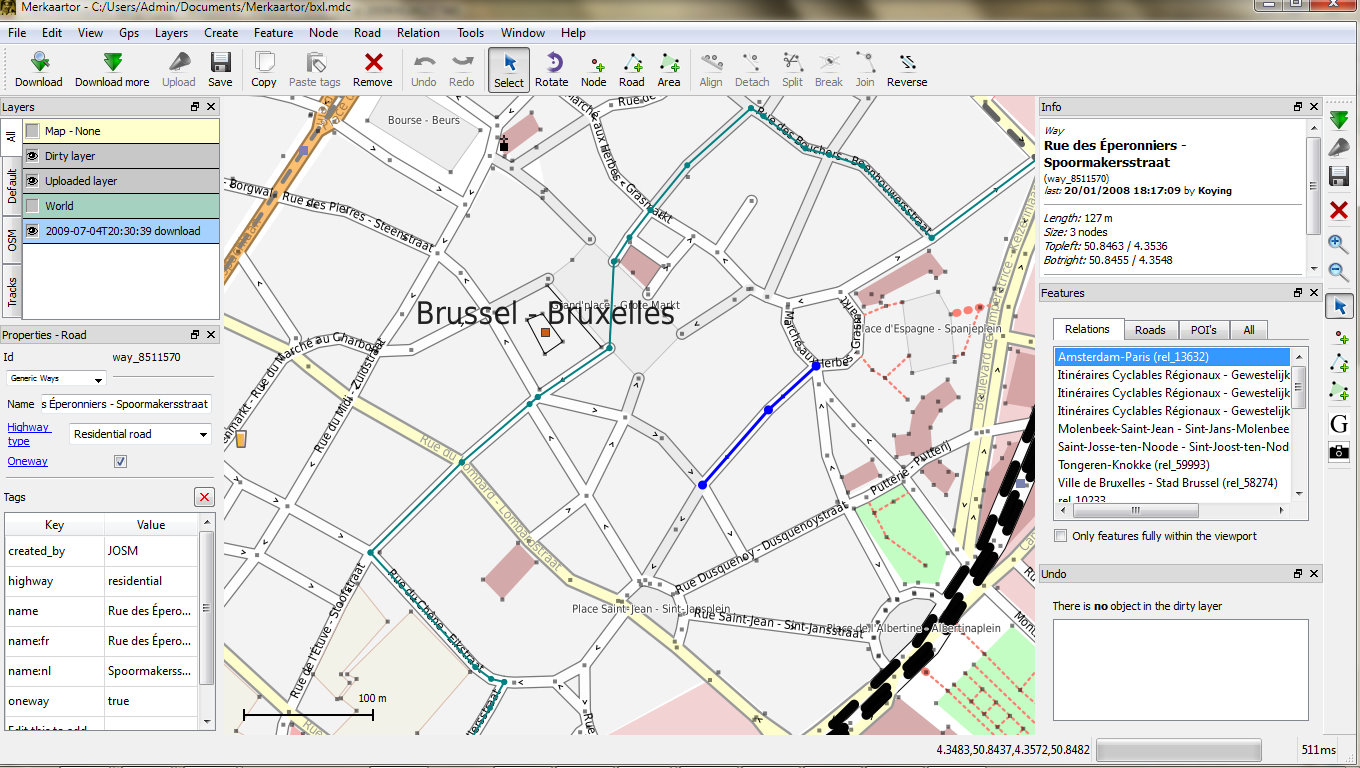
Merkaartor, éditeur de carte multiplateforme exploitant Qt.

Deux principaux types d'outils informatiques sont utilisables : les logiciels d'édition de rendu de cartes qui servent à élaborer les couches de la carte mondiale principale et de ses dérivés et les éditeurs de carte qui servent à modifier les couches existantes.

### Rendus de carte
- Mapnik[19]
- Maperitive[20], anciennement Kosmos[21]
- Osmarender (abandonné)[22],[23]
- MOBAC[24] permettant d'obtenir des cartes au format PNG[25]

#### TrackerGPS/ Tracer GPS
- OSMTracker[26],[27] permet d'obtenir une trace GPS.

#### Services commerciaux de rendus de cartes
- Jawg Lab, éditeur en ligne, développé par la société Jawg[28],[29]

### Éditeurs de carte
| Logo | Nom                     | Créé par                                     | Plate-forme                      | Environnement/langage | Développement        | Accès                                              | Notes                                                                                    |
| ---- | ----------------------- | -------------------------------------------- | -------------------------------- | --------------------- | -------------------- | -------------------------------------------------- | ---------------------------------------------------------------------------------------- |
|      | iD                      | MapBox                                       | Multiplateforme (via navigateur) | HTML5                 | Actif                | Site d'OpenStreetMap                               | Proposé par défaut sur le site d'OSM                                                     |
|      | Potlatch 1 / Potlatch 2 | Système D                                    | Multiplateforme (via navigateur) | Adobe Flash           | Arrêté               | Site d'OpenStreetMap (jusqu'en 2020)               |                                                                                          |
|      | Potlatch 3              | Système D                                    | Windows, MacOS                   | Adobe Air             | Actif                | En téléchargement                                  |                                                                                          |
|      | JOSM                    | Immanuel Scholz, Frederik Ramm, Dirk Stöcker | Windows, MacOS, Linux            | Java                  | Actif                | En téléchargement                                  | Gère plusieurs couches de données (traces GPS converties en XML, photos aériennes, etc.) |
|      | Merkaartor              |                                              | Windows, MacOS, Linux            | Qt 5                  | Actif                | En téléchargement                                  |                                                                                          |
|      | Vespucci,               |                                              | Android, Amazon                  |                       | Actif                | En téléchargement dans les magasins d'applications |                                                                                          |
|      | Every Door,             |                                              | Android, iOS                     |                       | Actif (version béta) | En téléchargement dans les magasins d'application  | Ne permet que de modifier certains tags proposés.                                        |
|      | StreetComplete (en)     |                                              | Android                          |                       | Actif                | En téléchargement dans les magasins d'application  | Possibilités d'édition très limitées, ne permet pas de modifier la géométrie des objets. |

Différents logiciels, services Internet et modules complémentaires sont développés sur un mode collaboratif. Le plus significatif est le site web OpenStreetBugs qui permet à toute personne de porter des annotations sur la carte glissante et ces remarques et questions deviennent lisibles par les utilisateurs enregistrés qui emploient un logiciel de rendu de carte. D'autres solutions permettent d'utiliser ces cartes sur des sites sous WordPress, ou sur des applications mobiles.

## Source des données
Les données numériques suivantes sont actuellement[C'est-à-dire ?] accessibles aux cartographes OSM par l'intermédiaire des outils d'édition et sous forme de couches de données :

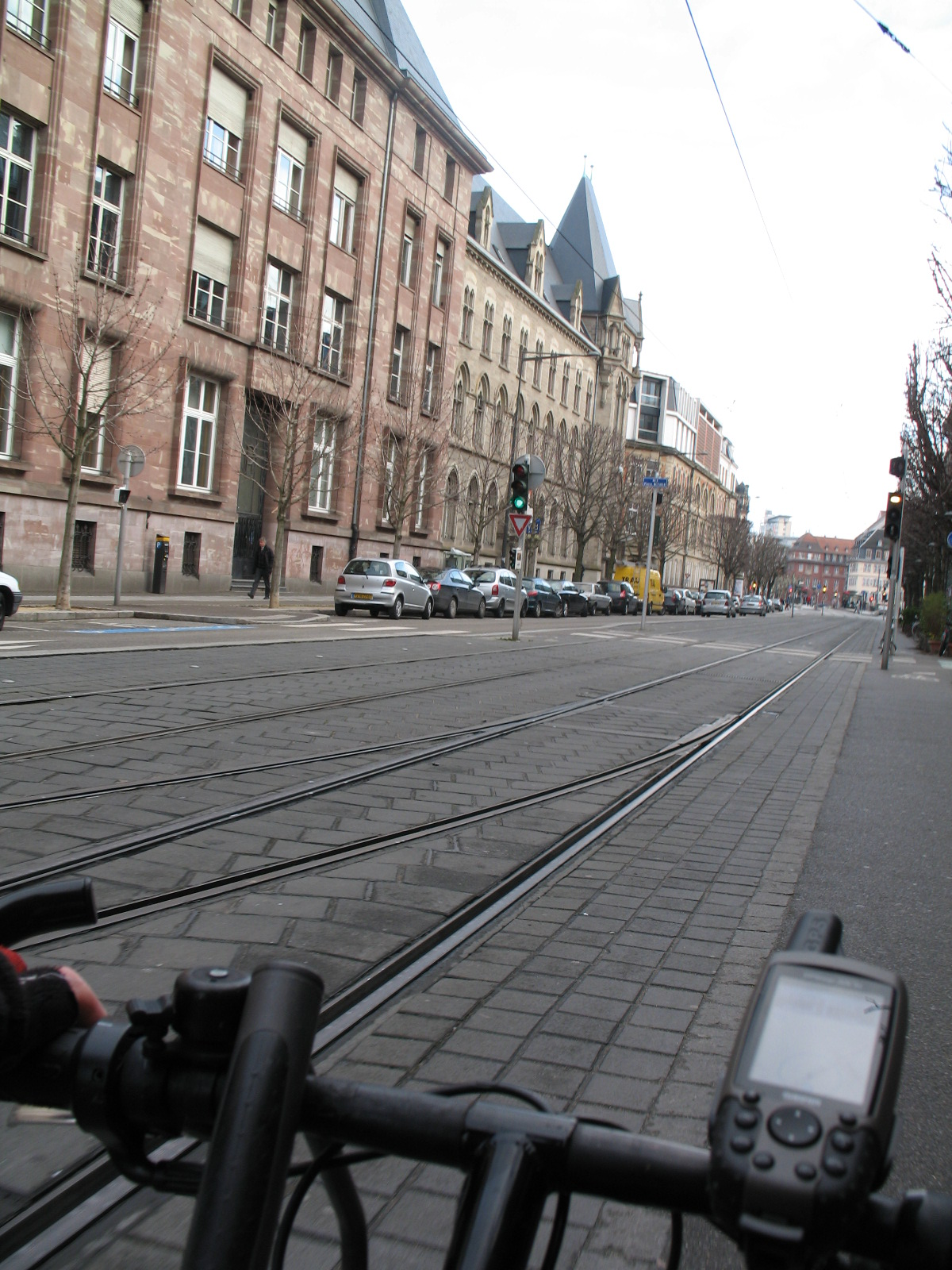
Utilisateur créant une trace GPS à Strasbourg.

- les traces GPS enregistrées par les utilisateurs. Les relevés effectués sur le terrain peuvent se faire de manière individuelle ou lors d’événements collectifs : les cartoparties (ou mapping parties) ;
- des données dans le domaine public ;
  - imagerie satellitaire Landsat 7 ;
  - les côtes du littoral fournies par le gouvernement américain ;
  - les données TIGER (informations géographiques fournies par le Bureau du recensement des États-Unis) pour les États-Unis ;
- l'imagerie aérienne dans l'éditeur peut provenir de Bing Cartes[42] et de Yahoo! Maps (en) (plus possible depuis l'automne 2011 pour ce dernier) ;
- le cadastre français au format raster, dont l'autorisation officielle par la Direction générale des Finances publiques d'en décalquer les données est parvenue en début d'année 2009[42] ;
- depuis début de l'année 2010, le cadastre français est également disponible dans un format vectoriel, ce qui permet de réaliser un import semi-automatique de ses bâtiments et de ses cours d'eau[42] ;
- la partie française de la base de données européenne Corine Land Cover a pu être importée automatiquement[43], elle apporte à OpenStreetMap un jeu de données complet sur l'occupation des sols en France, bien que ce ne soit pas du tout précis, car réalisé sans souci du détail[42] ;
- le 22 mai 2016, durant la conférence annuelle de la communauté OSM française, un accord est signé avec l'IGN pour la mise à disposition de sa couverture aérienne sur le territoire français (BDortho) à l'usage des contributeurs du projet OpenStreetMap[42].

## Environnement humain

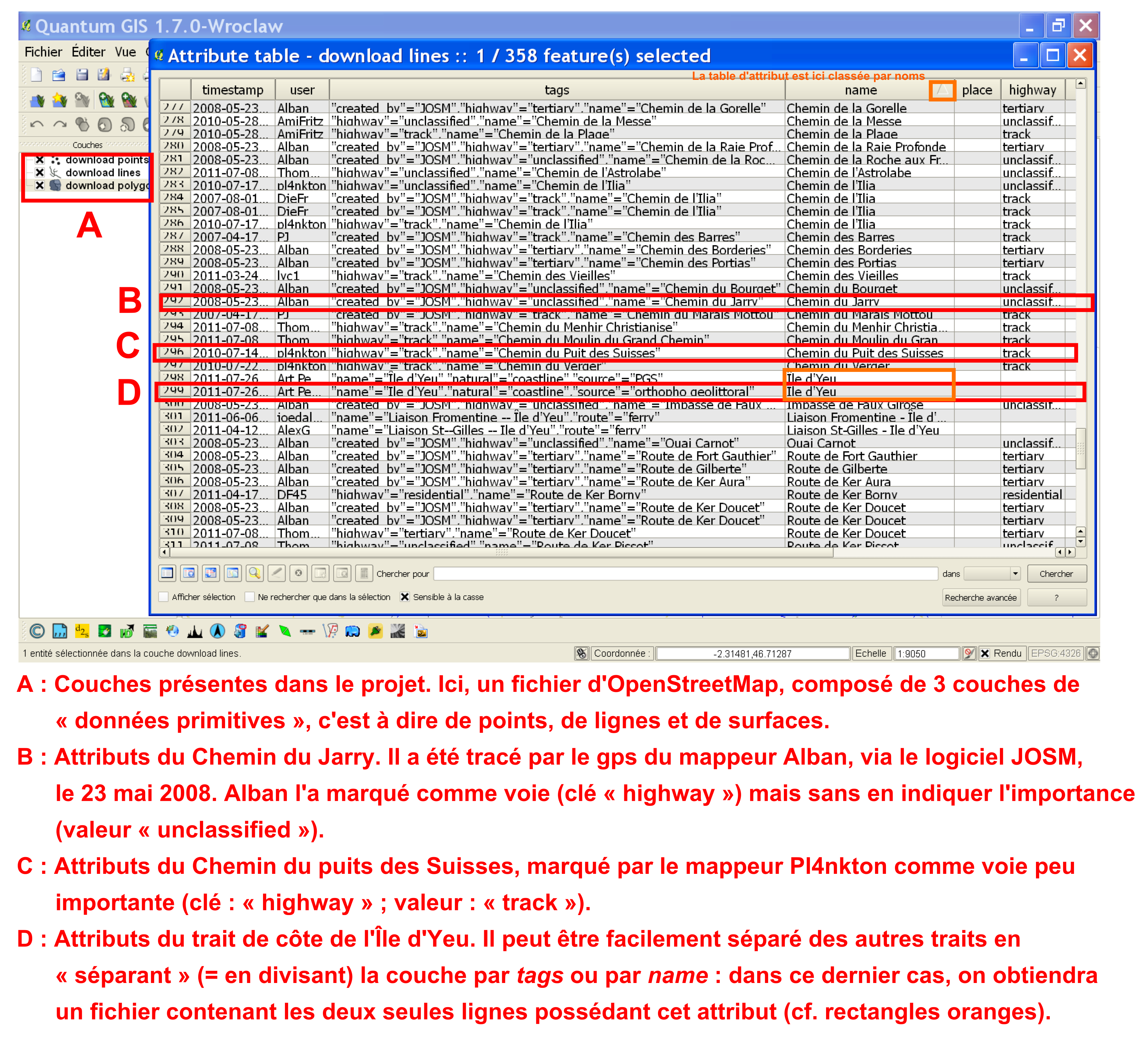
Une table d'attributs des données OSM (ici L'Île-d'Yeu) dans un SIG (ici QGIS).

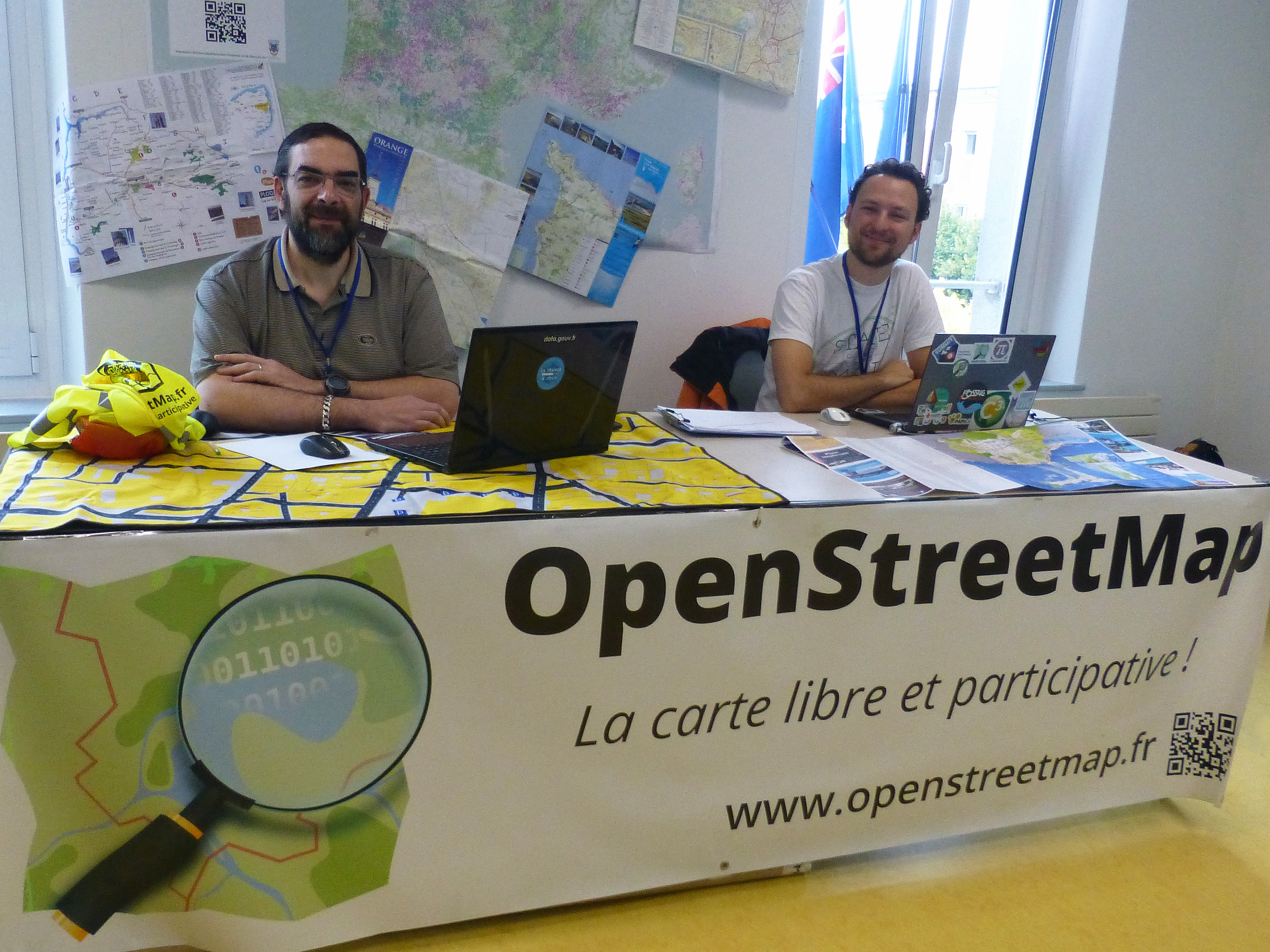
Stand OSM au Festival international de géographie 2015.

### En ligne
À la différence de Wikipédia et bien que le même logiciel, MediaWiki, y soit déployé, les utilisateurs enregistrés interviennent sur un site unique de collaboration dont l'architecture principale et le contenu sont anglophones et qui est complété par des pages dans différentes langues.
Le journal des utilisateurs (onglet User diaries de la carte principale) est rédigé, tour à tour dans les différentes langues (anglais très majoritaire, allemand, français, espagnol, italien, russe, japonais, danois, norvégien, finnois, portugais, etc.).
Les zones les mieux couvertes sont le Royaume-Uni, lieu de création du site, et l'Allemagne. Le reste de l'Europe, les États-Unis, le Canada et l'Australie sont les zones suivantes les plus actives.
Pour les autres zones géographiques (a priori de surface ou ouvertes à la réception GPS) couvrant le cas échéant des pays, la couverture par les données d'OpenStreetMap fournies par les contributeurs (plus de 7 000 000 dénombrés en 2020) sur ces zones est très inégale pour des raisons diverses : zone inhospitalière (Antarctique…), sans infrastructures (océans, déserts, forêts…), faible densité de population (hormis les zones agricoles), situations particulières sur le plan économique (disponibilité d'un accès à Internet et d'un PC ; c'est pour cela que, par exemple à Haïti, la Fondation OpenStreetMap contribue financièrement aux travaux des contributeurs) ou sur le plan législatif (généralement des régimes politiques non démocratiques avec restrictions ou interdictions des moyens de contribution à OSM), ces deux dernières raisons pouvant, d'ailleurs, se rejoindre pour certains pays.
Les utilisateurs disposent de sites d'aide en forme de wiki dans de multiples langues. Des forums en ligne, des listes de diffusion (OSM Talk-Fr en français), des blogs et des réunions par messagerie instantanée sont aussi disponibles.

### Mapathons
Les groupes locaux de contributeurs organisent des rencontres occasionnelles, notamment des mapathons permettant aux contributeurs aussi bien néophytes qu'expérimentés de se rencontrer et de contribuer de manière collective à OSM sur des projets précis.
Dans certaines régions, les cartographes amateurs (dont certains se dénomment entre eux mappe(u)rs) se donnent rendez-vous pendant un ou deux jours pour relever de manière coordonnée les données issues des récepteurs GPS et les mettre en ligne sur OSM. Ces manifestations sont appelées en anglais mapping parties. La francisation de ce terme la plus usitée est cartopartie.

### Conférences

Logo de State of the Map France 2024.

Des conférences plus théoriques permettant le partage d'expérience et la mise en place de discussions stratégiques sont également organisées.
| Années | Dates              | Lieux                     |
| ------ | ------------------ | ------------------------- |
| 2007   | 14 au 15 juillet   | Manchester                |
| 2008   | 12 au 13 juillet   | Limerick                  |
| 2009   | 10 au 12 juillet   | Amsterdam                 |
| 2010   | 9 au 11 juillet    | Gérone                    |
| 2011   | 9 au 11 septembre  | Denver                    |
| 2012   | 6 au 8 septembre   | Tokyo                     |
| 2013   | 6 au 8 septembre   | Birmingham                |
| 2014   | 7 au 9 novembre    | Buenos Aires              |
| 2015   | -                  | -                         |
| 2016   | 23 au 25 septembre | Bruxelles                 |
| 2017   | 18 au 20 août      | Aizuwakamatsu             |
| 2018   | 28 au 30 juillet   | Milan                     |
| 2019   | 21 au 23 septembre | Heidelberg                |
| 2020   | 4 au 5 juillet     | À distance au lieu du Cap |
| 2021   | 9 au 11 juillet    | En ligne                  |
| 2022   | 19 au 21 août      | Florence                  |
| 2023   | -                  | -                         |
| 2024   | 6 au 8 septembre   | Nairobi                   |
| 2025   | 3 au 5 octobre     | Manila                    |

| Années | Dates                  | Lieux                    |
| ------ | ---------------------- | ------------------------ |
| 2013   | 23 au 24 février       | Lyon                     |
| 2014   | 4 au 6 avril           | Paris                    |
| 2015   | 29 au 31 mai           | Brest                    |
| 2016   | 20 au 22 mai           | Clermont-Ferrand         |
| 2017   | 4 au 7 juin            | Avignon                  |
| 2018   | 1 au 3 juin            | Bordeaux/Pessac          |
| 2019   | 14 au 16 juin          | Montpellier              |
| 2020   | Annulé - 12 au 14 juin | Devait se tenir à Nantes |
| 2021   | 7 au 11 juin 2021      | En ligne                 |
| 2022   | 10 au 12 juin          | Nantes                   |
| 2023   | 9 au 11 juin           | Marseille                |
| 2024   | 28 au 30 juin          | Lyon                     |

| Années | Dates             | Lieux     |
| ------ | ----------------- | --------- |
| 2011   | 15 au 17 juin     | Vienne    |
| 2014   | 13 au 15 juin     | Karlsruhe |
| 2023   | 10 au 12 novembre | Anvers    |
| 2024   | 18 au 21 juillet  | Łódź      |

## Applications et sites utilisant les données OSM

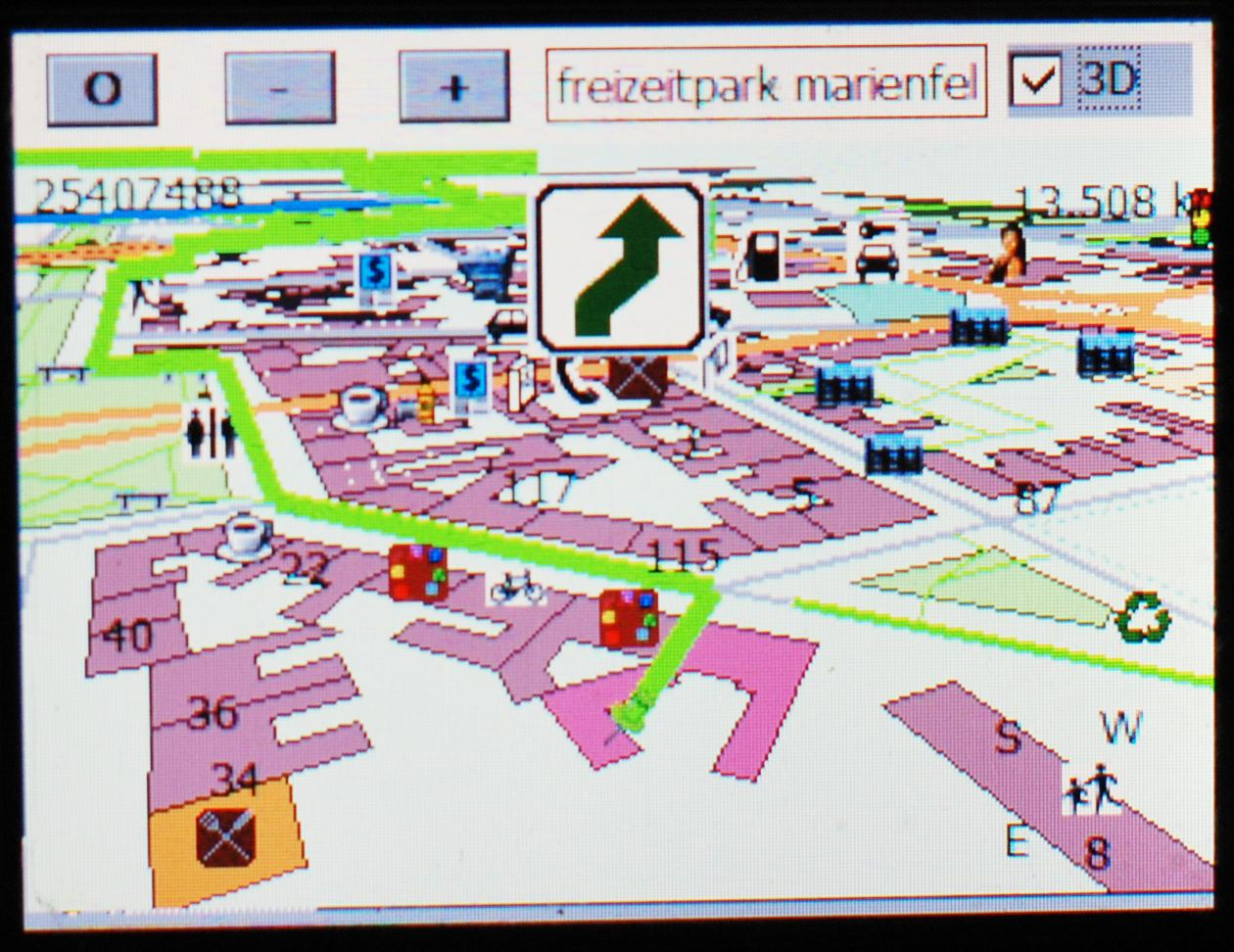
Navigation sur Gosmore avec cartes libres d’OpenStreetMap.

Cette liste n'offre qu'un échantillon des usages d'OpenStreetMap. Une liste plus générale est disponible sur le wiki d'OpenStreetMap, mais il n'existe pas de liste complète des cartes réutilisant les données d'OSM.
- Outre le site principal OpenStreetMap.org qui affiche la carte, il est possible d'utiliser les cartes sur certains GPS avec l'application multiplate-forme (Linux, Windows, Windows CE, Mac…) gosmore[54]. La bibliothèque osm-gps-map[55] permet l'utilisation des cartes par des logiciels comme les gestionnaires de photos.
- Street Complete est une application open source pour smartphone Android qui propose de contribuer bénévolement à la base OpenStreetMap au travers d'un système de questions simples sur les éléments environnants incomplètement renseignés[56].
- Leaflet est une bibliothèque JavaScript permettant d'ajouter une carte dynamique OpenStreetMap à un site. On peut choisir le serveur de tuile désiré, et y ajouter des objets dynamiques.
- MapQuest propose une déclinaison de son service cartographique basée sur OpenStreetMap.
- Le réseau social de géolocalisation Foursquare annonce le 29 février 2012 son passage de Google Maps à OpenStreetMap[57].
- Le site BeWelcome, destiné aux échanges culturels, utilise les cartes OpenStreetMap.
- De nombreuses applications pour téléphone.
- Jawg[58] propose un éditeur de style de rendu en ligne, Jawg Lab, basée sur OpenStreetMap[29].
- La coopérative de covoiturage Mobicoop utilise Leaflet, et donc OpenStreetMap pour le calcul et l'affichage des itinéraires.
- Le simulateur de vol libre FlightGear Flight Simulator (ou FGFS) qui reproduit l'ensemble de la planète, utilise OSM pour les objets de certaines villes, et est en cours de généralisation à toute la planète depuis 2018. Des objets prédéfinis viennent affiner à certains endroits et les données d'élévations utilisent les bases  SRTM, GSHHS, ainsi que pour l'Europe Corine Land Cover qui est plus précise. Depuis 2019, il est également possible d'utiliser OSM pour la carte de navigation.
- Le simulateur de vol Microsoft Flight Simulator, sorti en août 2020, utilise (comme Fligthgear), les données d'OSM pour les bâtiments et infrastructures[59].
- Le logiciel libre de cartographie uMap[60] permet de créer des cartes personnalisées intégrant des points d’intérêt, des marqueurs, lignes, des polygones, et offre diverses options (affichage d'une minicarte, géolocalisation de l’utilisateur, import de géodonnées, export et partage[61],[62].
- L'application Web libre Cartes.app repose sur les données d'OpenStreetMap[63].
- Le service de cartographie Qwant Maps, fermé en avril 2024, reposait sur les données d'OpenStreetMap[64].

## Diffusion des données OSM
À la différence des autres services de cartographie en ligne, OpenStreetMap permet l'accès aux données vectorielles brutes qui servent à faire les rendus cartographiques. De plus, la licence libre des données OpenStreetMap permet à un grand nombre de sites de rediffuser les données dans différents formats.
À l'origine, les données d'OpenStreetMap étaient disponibles sous la licence CC-BY-SA. Une transition vers une licence mieux adaptée aux bases de données, la licence ODbL, a été effectuée durant l'été 2012. Les données qui avaient été ajoutées par des contributeurs n'ayant pas accepté la nouvelle licence ont été supprimées de la base par des robots chargés du nettoyage. Certains pays ont été faiblement affectés, tandis que d'autres l'ont été plus fortement (Pologne, Macédoine).

### Données vectorielles
Les données peuvent être téléchargées grâce à différents outils liés au projet OSM, dont la maîtrise peut demander une certaine expertise du monde de l'information géographique et de la structure des données OSM.
- Le site Geofabrik[67] propose des extractions journalières « prêtes à l'emploi » de données OSM découpées par territoire. Pour la France, il est possible de télécharger les données sur l'ensemble du territoire ou par région (il s'agit toutefois du découpage régional d'avant le 1er janvier 2016). Elles peuvent être récupérées dans les formats spécifiques à OSM (osm zippé, pbf) ou directement en format Shape (le format de données géographiques le plus utilisé dans le monde des logiciels SIG).
- Overpass API[68] est une API qui permet d'interroger la base de données OSM depuis des serveurs distants. Elle propose un langage de requête très complet qui permet de sélectionner les données à télécharger selon un grand nombre de critères (tags des objets, types d'objets, localisation géographique, etc.). Son utilisation nécessite la prise en main du langage selon les instructions fournies par la documentation[69].
- Overpass-turbo[70] est un site qui propose une interface graphique multilingue par-dessus l'Overpass API afin d'en faciliter la prise en main par les utilisateurs. Une carte intégrée permet de sélectionner la zone d'intérêt. Un assistant (wizard dans la version anglaise) permet de générer automatiquement le code du langage Overpass API pour les requêtes simples. Une prévisualisation des données récupérées est disponible sur la carte et il est possible de les exporter vers des formats de données géographiques (GPX, KML, GeoJSON).
- QuickOSM[71] est une extension (plugin) du logiciel libre QGIS qui propose à peu de chose près des fonctionnalités équivalentes au site Overpass-turbo. Le téléchargement des données peut être effectué sur l'étendue de la carte affichée dans QGIS, l'emprise d'une des couches ou une entité géographique nommée. Les données téléchargées sont directement intégrées comme de nouvelles couches dans le logiciel.
- Osmosis[72] est une application java en ligne de commande pour la manipulation des données OSM. Elle ne permet pas à proprement parler le téléchargement des données depuis un serveur, mais permet de manipuler les données d'un fichier local osm pour en extraire des éléments.
- Le logiciel JOSM permet également de télécharger des données sur une emprise, de les filtrer en fonction de mots-clés et de les sauvegarder dans un fichier de données au format osm qui peut ensuite être exploité par exemple avec QGIS ou Osmosis.

### Cartes en ligne
Cette liste n'offre qu'un échantillon des usages d'OpenStreetMap. Une liste plus générale est disponible sur le wiki d'OpenStreetMap, mais il n'existe pas de liste complète des cartes réutilisant les données d'OSM.
| Nom du site                     | Thématique                                            | Commercial                 | Zone couverte              |
| ------------------------------- | ----------------------------------------------------- | -------------------------- | -------------------------- |
| OpenStreetMap                   | Généraliste, cyclistes, débogage                      | Non                        | Monde entier               |
| Information Freeway             | Généraliste, automobiliste                            | Non                        | Monde entier               |
| OSM WMS Servers                 | Généraliste, Web Map Services                         | Non                        | Monde entier               |
| OpenSeaMap                      | Cartes nautiques, ports, cours d'eau, cartes météo    | Non                        | Monde entier               |
| OpenStreetBrowser               | Points d'intérêt                                      | Non                        | Europe                     |
| OpenTopoMap                     | Randonneurs, relief                                   | Non                        | Monde entier               |
| FreeMap                         | Promeneurs et randonneurs                             | Non                        | Une partie du Royaume-Uni  |
| Geofabrik tools                 | Comparaison et correction de cartes                   | Oui                        | Monde entier               |
| CyclOSM                         | Cyclistes                                             | Non                        | Monde entier               |
| OpenCycleMap                    | Cyclistes                                             | Oui (usage limité gratuit) | Monde entier               |
| YourNavigation                  | Itinéraires routiers                                  | Non                        | Monde entier               |
| Wiki-map                        | Articles géographiques de Wikipédia                   | Non                        | Monde entier               |
| OpenRouteService                | Itinéraires routiers                                  | Non                        | Europe                     |
| OpenSnowMap                     | Skieurs                                               | Non                        | Monde entier               |
| Wikimedia maps beta             | Noms des pays en leur langue locale                   | Non                        | Monde entier               |
| Nearmap (en)                    | Localisation de photographies                         | Oui                        | Zones peuplées d'Australie |
| OpenPTMap                       | Transports publics                                    | Non                        | Monde entier               |
| ÖPNV-Karte                      | Transports publics                                    | Non                        | Europe                     |
| Wheelmap.org                    | Accessibilité fauteuil roulant                        | Non                        | Monde entier               |
| indoor=                         | Intérieur                                             | Non                        | Monde entier               |
| Surveillance under Surveillance | Surveillance                                          | Non                        | Monde entier               |
| OSM Buildings                   | 3D                                                    | Non                        | Monde entier               |
| OpenRailwayMap                  | Ferroviaire                                           | Non                        | Monde entier               |
| Open Infrastructure Map         | Infrastructures énergétiques et de télécommunications | Non                        | Monde entier               |
| ITO Map                         | Débogage                                              | Oui                        | Monde entier               |

### Cartes raster hors ligne
Cette liste n'offre qu'un échantillon des usages d'OpenStreetMap. Une liste plus générale est disponible sur le wiki d'OpenStreetMap, mais il n'existe pas de liste complète des cartes réutilisant les données d'OSM.
- Le logiciel NoniMapView[98] permet de télécharger les différents fonds cartographiques raster présents sur le site OpenStreetMap et de les convertir au format du logiciel pour appareils mobiles NoniGPSPlot[99].
- Des cartes téléchargeables OpenSeaMap pour PC (tous systèmes d'exploitation), Garmin, Lowrance, PDA.
- Pour le logiciel de rendu cartographique Marble, logiciel KDE multiplate-forme.
- Pour le logiciel de rendu cartographique Maperitive (anciennement Kosmos, multiplate-forme).
- OsmAnd est un lecteur de cartes raster OSM libre pour Android et iOS. Il permet de télécharger différents cartes OSM, puis de les consulter une fois hors ligne.
- Navit est un logiciel de navigation routière libre utilisant OpenStreetMap. Après avoir téléchargé les cartes, elles seront utilisables hors ligne.
- Oruxmaps[100] est un logiciel d'acquisition de données GPS pour le système Android qui permet d'afficher des fonds de cartes OSM en mode connecté ou hors ligne.
- QGIS permet d'afficher les fonds de cartes OSM comme une couche raster tuilée. Dans la version 2, cet affichage devait être réalisé par l'intermédiaire d'une extension (OpenLayers Plugin ou QuickMapServices). Depuis la version 3, la fonctionnalité a été intégrée au logiciel et aucune extension n'est donc nécessaire. Un algorithme de QGIS permet également le téléchargement des tuiles pour un affichage ultérieur hors ligne.